# Frank Sinclair
Frank Mohammed Sinclair, conhecido apenas como Frank Sinclair (Lambeth, 3 de dezembro de 1971) é um ex-futebolista profissional e treinador de futebol que nasceu em Inglaterra, porém foi criado na Jamaica, e portanto, tem nacionalidade jamaicana.  Actuava como defesa.
É o recordista em auto-golos na história do futebol inglês, tendo mandado a bola para a própria baliza 25 vezes.

## Carreira
Nos seus 25 anos de carreira profissional, destacou-se no Chelsea, onde defendeu entre 1990 e 1998 (durante a temporada 1991-92, foi emprestado ao West Bromwich Albion). Pelos Blues, o defesa entrou em campo 218 vezes (169 pelo Campeonato Inglês) e fez 13 golos (6 na Premier League e um na versão antiga da primeira divisão inglesa). Ele ainda ganhou o título de melhor jogador do ano pelo Chelsea em 1993.
Após deixar o Chelsea em 1998, foi contratado pelo Leicester City, onde jogou 194 partidas no total e balançou as redes adversárias 4 vezes. Porém, foi durante a sua passagem pelos Foxes que ele se tornou famoso por fazer auto-golos, alguns deles de forma inacreditável.
Jogaria também por Burnley, Huddersfield Town, Lincoln City, Wycombe Wanderers, Wrexham, Hendon, Colwyn Bay e Brackley Town, que viria a ser o último clube da sua carreira como jogador e o segundo como técnico (ele já havia trabalhado como jogador e treinador no Colwyn Bay entre 2013 e 2015). Está sem clube desde 2016, quando comandou o Hednesford Town.
Disputou o Mundial de 1998, até hoje a única competição internacional disputada pela Seleção Jamaicana.

## Títulos
- Copa da Inglaterra: 1

 1996-97 (Chelsea FC)
- Copa da Liga Inglesa: 2

 1997-98 (Chelsea FC), 1999-00 (Leicester City FC)